# Programme Venera
Le programme Venera (russe : Венера, qui signifie « Vénus ») est une suite de missions spatiales automatiques développées par l'Union soviétique dans les années 1960 et 1970 pour étudier la planète Vénus. Au début de l'exploration spatiale, les caractéristiques de la planète, dont la surface est masquée par une épaisse couche de nuages, sont pratiquement inconnues. Le programme Venera est lancé dans le cadre de la Course à l'espace qui oppose l'Union soviétique aux États-Unis et constitue un enjeu autant politique que scientifique. Les sondes spatiales du programme Venera vont progressivement dévoiler la structure de l'atmosphère et certaines caractéristiques du sol vénusien. Le programme constitue le plus grand succès de l'astronautique soviétique dans le domaine de l'exploration du système solaire.

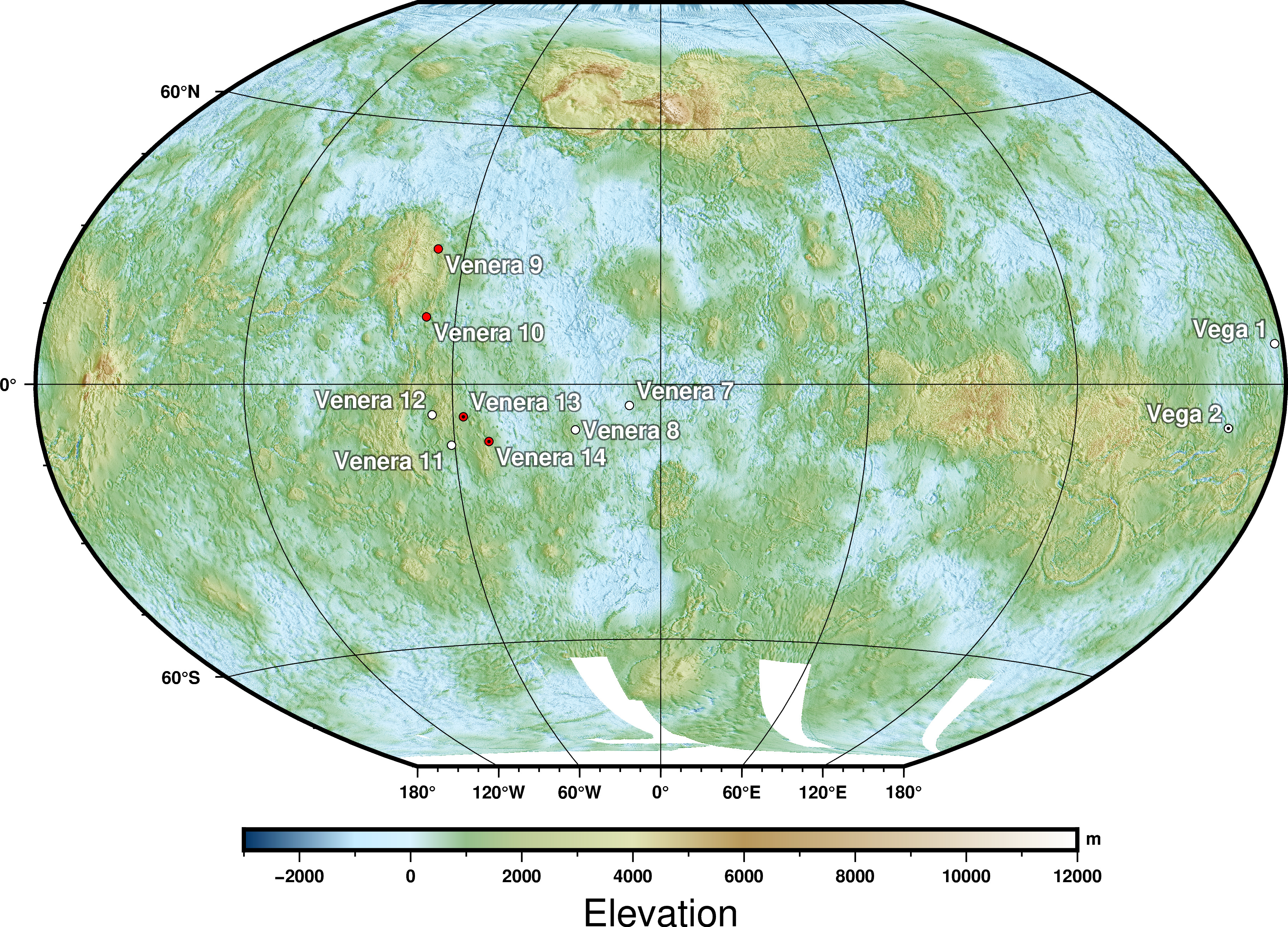
Position des atterrisseurs Venera à la surface de Vénus.

Après une série d'échecs entre 1961 et 1965 qui sont autant dus au lanceur Molnia utilisé qu'à la qualité des sondes spatiales, le programme est confié au bureau Lavotchkine. Celui-ci obtient une longue série de succès. Les premières données in situ sur l'atmosphère vénusienne sont renvoyées par la mission Venera 4 en 1967. Venera 7 réussit à se poser intacte sur le sol malgré la pression écrasante de 93 atmosphères. Venera 8 fournit les premières données depuis le sol. En 1975, le programme inaugure un nouveau type de sonde de 5 tonnes, particulièrement bien équipé en instrumentation scientifique et lancé par la fusée Proton. La première mission ayant recours à ce modèle, Venera 9, est lancée en 1975. Les missions suivantes, qui s'achèvent en 1981 avec Venera 14, ramènent une moisson de données sur l'atmosphère de Vénus ainsi que les premières photos de sa surface. Le programme se conclut par les orbiteurs Venera 15 et Venera 16 qui dressent une première carte de la surface de la planète à l'aide d'un radar capable de percer la couche nuageuse. En 1985, le programme Vega constitue un prolongement du programme Venera.

## Contexte

### Les débuts du programme spatial soviétique d'exploration du système solaire
En 1958, peu après le lancement de Spoutnik, premier satellite artificiel de la Terre, l'équipe d'ingénieurs soviétiques dirigée par Serguei Korolev à l'origine de cette première définit des plans ambitieux pour explorer le système solaire : une sonde spatiale (modèle 1M) doit être lancée dès aout 1958 vers Mars et une autre (modèle 1V) vers Vénus en juin 1959. Ces projets sont stimulés par la Course à l'espace à laquelle se livrent les États-Unis et l'Union soviétique pour des raisons plus idéologiques que scientifiques. Toutefois, les difficultés rencontrées par le programme Luna conduisent à repousser ce calendrier. La première sonde vénusienne est reprogrammée pour 1961 tandis qu'un nouveau lanceur, qui sera baptisé plus tard Molnia, est mis au point pour placer en orbite les sondes interplanétaires. Il comporte deux étages supérieurs dont le dernier est chargé d'injecter les sondes sur leur trajectoire interplanétaire.

### La planète Vénus avant l'ère spatiale
Pour un article plus général, voir Vénus (planète).
Vénus est une planète aux caractéristiques très proches de la Terre (taille, distance au Soleil), qui exerce depuis l'Antiquité une fascination sur les grandes civilisations notamment parce qu'elle constitue l'astre le plus visible dans le ciel après le Soleil et la Lune. Mais à la fin des années 1950, c'est-à-dire au début de l'ère spatiale, les scientifiques disposent de peu d'informations sur la planète notamment parce que sa surface est en permanence masquée par une couche de nuages opaques. À cette époque, les astronomes utilisent de nouveaux moyens d'observation (radar, télescopes utilisés dans l'ultraviolet, infrarouge) avec lesquels ils essaient de percer les mystères de la planète. Ils parviennent ainsi à détecter la présence de dioxyde de carbone dans les nuages ainsi que la présence de vapeur d'eau mais uniquement à l'état de traces. Différentes théories sont avancées pour expliquer cette composition mais aucune ne s'impose. En 1956, la planète est pour la première fois observée dans le spectre des micro-ondes et les scientifiques découvrent que Vénus se comporte comme un corps noir porté à la température de 350 °C : soit cette température est celle de la surface et les hypothèses d'une Vénus humide doivent être révisées de manière radicale, soit ce résultat ne constitue que la résultante de phénomènes électroniques dans l'ionosphère et ne préjuge pas des caractéristiques en surface. En ce qui concerne sa vitesse de rotation, la thèse la plus courante est que la planète, comme Mercure, présente toujours la même face au Soleil car comme celle-ci elle serait synchronisée avec l'astre par effet de marée. L'incertitude sur les caractéristiques de Vénus est telle que les premières sondes spatiales soviétiques emporteront au début des années 1960 une bouée pour le cas où elles se poseraient sur une surface liquide.

## Une série d'échecs (1961-1965)

### Les tentatives de 1961

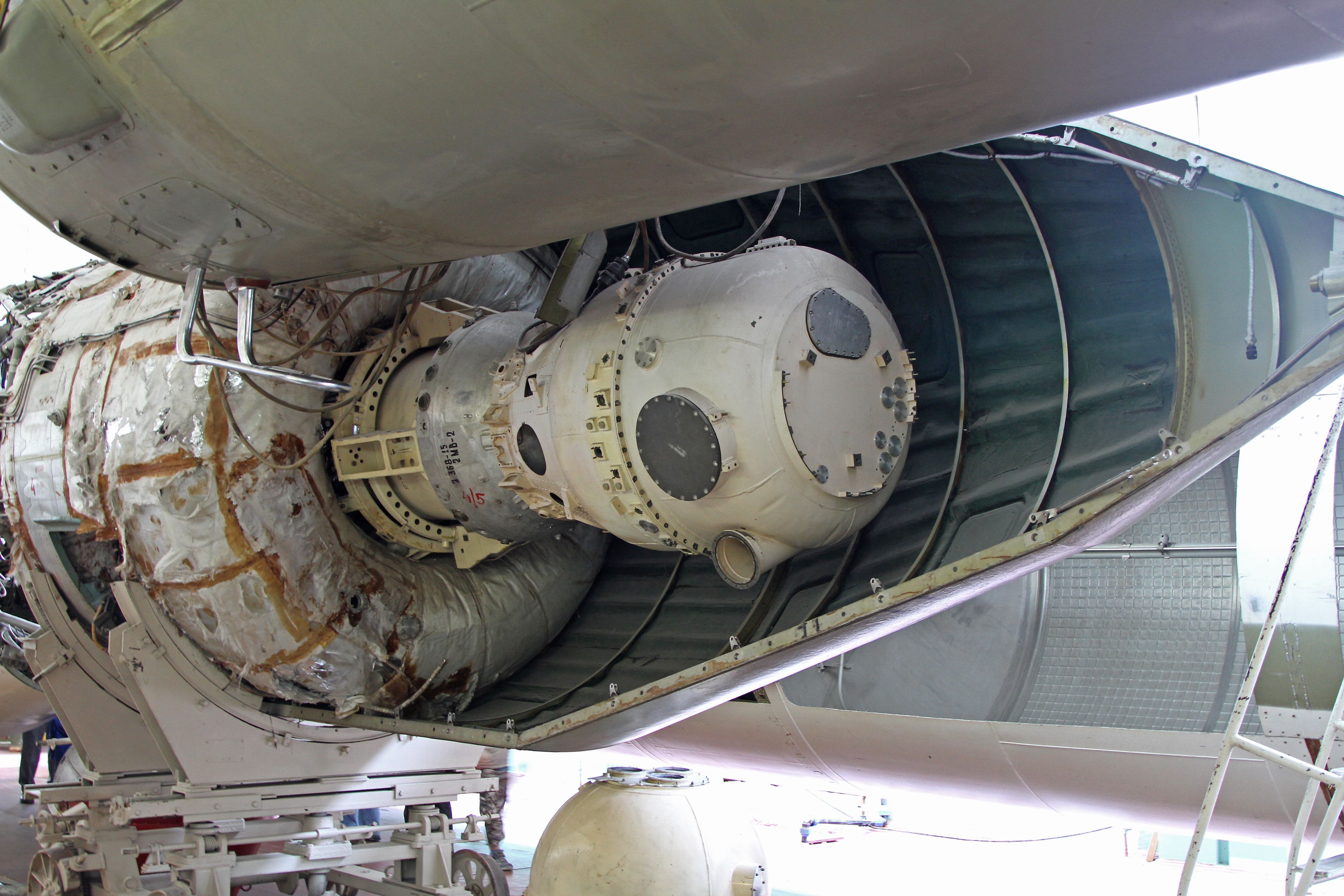
Bloc L du lanceur Molnia avec une sonde spatiale de la série 2MV mise en œuvre sans succès au début des programmes Mars et Venera.

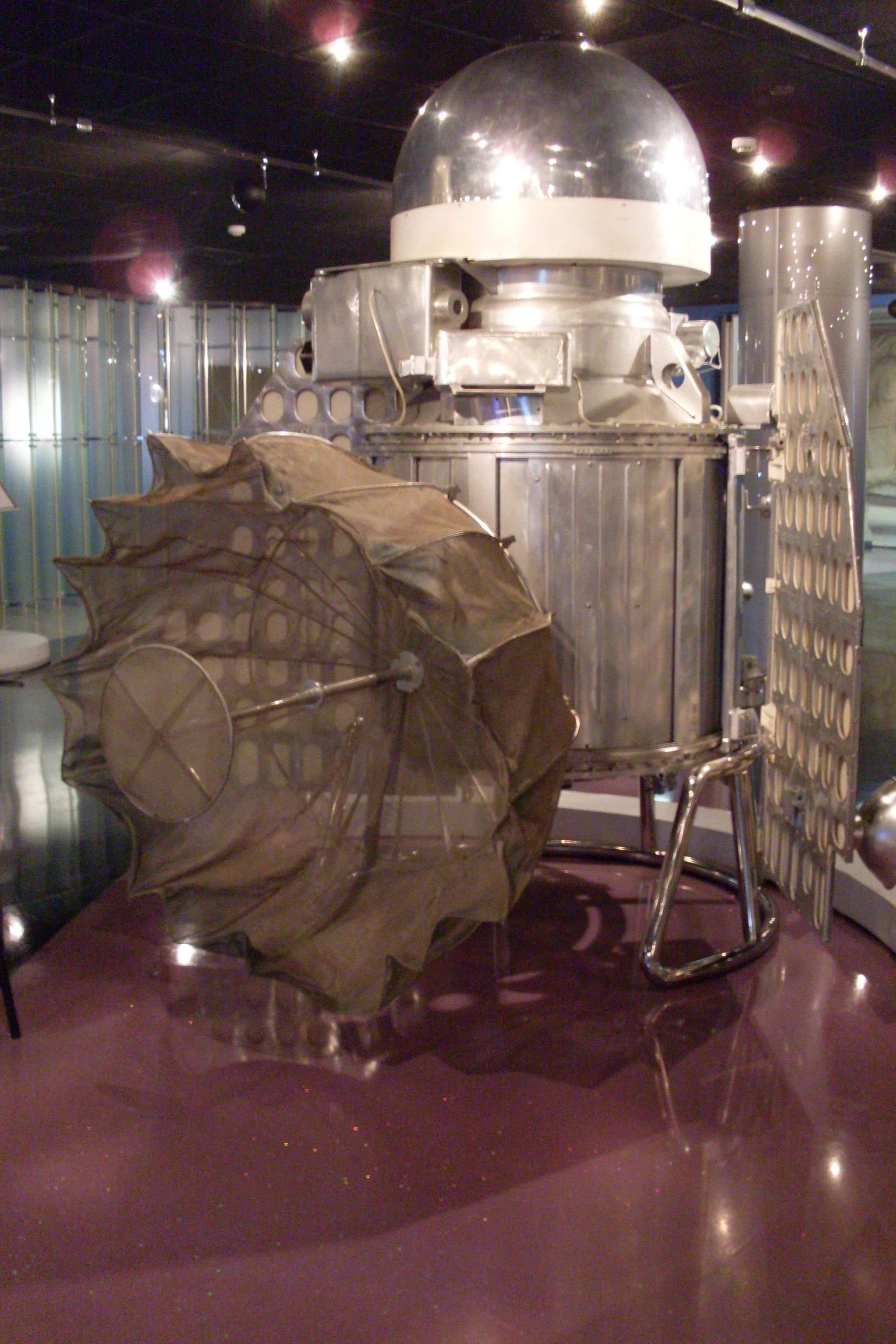
Maquette de Venera 1 au Musée mémorial de l'astronautique.

La première sonde spatiale vénusienne soviétique, baptisée 1VA a une masse de 643,5 kg et est dérivée de l'engin soviétique lancé vers Mars la même année. Le corps principal de la sonde spatiale est un cylindre pressurisé long de 2 mètres pour un diamètre de 1,05 mètre contenant l'ensemble de l'électronique. Une antenne parabolique grand gain en treillis de cuivre de 2,33 mètres de diamètre est utilisée pour les communications mais la sonde dispose également d'antennes moyen gain et faible gain. La charge utile scientifique est constituée d'un magnétomètre triaxial, deux variomètres magnétiques, des pièges à ions pour analyser la composition du vent solaire, de détecteurs de micrométéorites et de rayons cosmiques. La sonde est stabilisée trois axes. La sonde dispose de 4 panneaux solaires d'environ 1 m2.
Le déplacement de Vénus est à l'époque mal connu : les éphémérides disponibles ne permettent de prévoir la position de la planète qu'avec une précision de 100 000 km. Aussi, les concepteurs de la première mission vénusienne choisissent de tenter un simple survol. La sonde spatiale emporte une petite sphère capable de flotter au cas où la sonde parviendrait jusqu'au sol : à l'époque, la présence d'étendues d'eau à la surface n'est pas exclue. Le lancement a lieu le 4 février 1961 mais la fusée est victime de la défaillance d'un de ses étages supérieurs. Comme à chacun des échecs de l'astronautique soviétique, les officiels dissimulent la nature de la mission et la sonde est présentée aux médias comme un simple satellite Spoutnik lourd, Spoutnik 7. La deuxième tentative de lancement effectuée le 12 février est un succès. La nature de la mission de la sonde baptisée pour l'occasion Venera est révélée au public alors que celle-ci entame son transit vers Vénus. Le réseau d'antennes mis en place par les soviétiques pour communiquer avec leurs sondes interplanétaires parvient à contacter la sonde à plusieurs reprises mais les problèmes se multiplient : le système de contrôle thermique ne remplit pas son rôle, le contrôle d'attitude est défaillant et les communications doivent passer par l'antenne omnidirectionnelle. Après un dernier échange alors que la sonde se trouve à 1,7 million de km, toutes les tentatives de reprises de contact échouent.

### Les découvertes de Mariner 2 (1962)
Le 14 décembre 1962, la sonde spatiale américaine Mariner 2 met fin au mythe d'une Vénus planète jumelle de la Terre en réussissant à faire fonctionner ses instruments lors de son survol de la planète. La température au sol est estimée à 425 °C, l'épaisse atmosphère vénusienne composée essentiellement de dioxyde de carbone et dépourvue de vapeur d'eau se caractérise par une pression atmosphérique au sol écrasante (estimée à l'époque à 20 fois celle à la surface de la Terre). Enfin, Vénus est pratiquement dépourvue de champ magnétique et est donc soumise uniformément aux rayons cosmiques et au vent solaire.

### La série des sondes 2MV (1962)
Au printemps 1961, l'équipe de Korolev décide de développer une nouvelle famille de sondes spatiales, baptisées 2MV destinées à être lancées vers Mars et Vénus. Les quatre modèles disponibles partagent une architecture commune. L'électronique est enfermée dans un cylindre pressurisé de 2,1 mètres de long pour un 1,1 mètre de diamètre. À une extrémité du cylindre est fixée la propulsion principale constituée par un moteur fourni par Isaïev brûlant un mélange d'UDMH et d'acide nitrique et capable de délivrer une poussée de 2 kilonewtons durant 40 secondes. À l'autre extrémité se trouve le module hébergeant la charge utile et qui dépend de la mission remplie par la sonde - survol ou atterrisseur - et de la destination - Mars ou Vénus. Deux panneaux solaires d'une superficie de 2,6 m2 sont fixés de part et d'autre du compartiment central. À l'extrémité des panneaux se trouvent fixés des radiateurs de forme hémisphérique chargés d'éliminer la chaleur excédentaire transportée dans le cas des sondes vénusiennes par un caloduc utilisant de l'ammoniac. Sur une des faces du compartiment central (entre les panneaux solaires) est fixée l'antenne parabolique grand gain de 1,7 mètre de diamètre composée d'une partie fixe et d'une partie déployable. La face opposée du compartiment central accueille viseurs d'étoiles et autres senseurs utilisés pour le contrôle d'attitude. La sonde est stabilisée 3 axes et utilise pour corriger son orientation des petits moteurs à gaz froid (azote) et quatre roues de réaction. Une fois déployée, la sonde a une longueur de 3,3 mètres pour une envergure de 4 mètres.
Trois sondes spatiales 2MV sont lancées successivement vers Vénus durant la fenêtre de lancement de fin aout/septembre 1962 qui est également utilisée par la NASA pour lancer Mariner 2. Deux sondes de type atterrisseur sont lancées le 25 aout et le 1er septembre mais elles sont toutes deux victimes d'une défaillance de leur lanceur. La sonde suivante qui doit survoler la planète est lancée le 12 septembre mais le moteur du dernier étage du lanceur est également victime d'une défaillance.

### La série des sondes 3MV (1964-1965)
À la lumière des lancements effectués vers Mars et Vénus, des modifications sont apportées à différents composants du modèle 2MV. Des améliorations sont apportées au viseur d'étoiles, à l'électronique, aux panneaux solaires, aux télécommunications et aux moteurs de contrôle d'attitude. Un premier lancement du nouveau modèle baptisé 3MV est effectué le 11 novembre 1963 pour valider son fonctionnement mais est une nouvelle fois victime d'un échec du lanceur. Néanmoins, trois nouvelles sondes sont préparées pour la prochaine fenêtre de lancement vers Vénus qui s'ouvre entre février et avril 1964. La première sonde qui emporte des caméras et doit effectuer un survol de Vénus est perdue au cours du lancement qui a lieu le 19 février. La sonde suivante, qui emporte un atterrisseur, est lancée le 27 mars, mais ne parvient pas à quitter l'orbite terrestre à la suite de la défaillance du dernier étage du lanceur. La troisième sonde, un atterrisseur également, parvient enfin à prendre le chemin de Vénus. Elle est officiellement baptisée Zond 1 (c'est-à-dire sonde) et présentée comme un engin automatique destiné à valider les techniques utilisées pour les missions interplanétaires mais son objectif final est tu par les autorités soviétiques. La partie de la sonde destinée à survoler Vénus emporte un magnétomètre, des détecteurs de micrométéorites, deux types de détecteurs de particules chargés, des pièges à ions et un compteur de photons Lyman-Alpha. L'atterrisseur emporte des instruments destinés à analyser l'atmosphère vénusienne, un photomètre et un compteur de rayons gamma qui doit fournir des informations sur la composition de la surface. L'équipe au sol se rend compte peu après le lancement que le compartiment pressurisé qui contient l'électronique n'est plus étanche et se vide progressivement de son gaz. Malgré tout, le contact avec la sonde est maintenu jusqu'au 25 mai, soit un mois avant le survol de Vénus.
Quatre sondes de type 3MV sont préparées pour la fenêtre de lancement vers Vénus qui s'ouvre en novembre 1965. Deux doivent effectuer un survol tandis que les deux autres doivent pénétrer dans l'atmosphère et larguer un atterrisseur. Les deux premiers lancements sont un succès : Venera 2 qui doit effectuer un survol est lancée le 12 novembre tandis que Venera 3 qui emporte un atterrisseur est lancée le 16 novembre. Le troisième lancement qui a lieu le 26 novembre est un échec. Le dernier lancement est abandonné à la suite de problèmes rencontrés sur le pas de tir qui ne peuvent être résolus qu'après la fermeture de la fenêtre de lancement vers Vénus. Venera 2 suit une trajectoire parfaite et la correction prévue à mi-parcours est annulée car la sonde sur sa lancée doit survoler à une distance de 50 000 km comme prévu. Le survol a lieu le 27 février 1966 mais aucune donnée n'est transmise par la sonde. Les données télémétriques reçues lors du dernier échange radio donnent à penser que la sonde spatiale a été victime d'un dysfonctionnement de son système de contrôle thermique. De son côté, Venera 3, qui emporte un atterrisseur ayant la forme d'une sphère de 90 cm de diamètre, voit sa trajectoire modifiée à mi-course pour que la sonde pénètre dans l'atmosphère de Vénus mais tout contact est perdu le 16 février. La sonde, probablement victime du même problème que Venera 2, devient le premier objet artificiel à s'écraser sur le sol de Vénus et par la même occasion sur une autre planète.
Le bureau d'études de Korolev, contrairement à ce qui se passe aux États-Unis, concentre la conception et le développement d'une grande partie du programme spatial soviétique notamment les lanceurs, les missions spatiales habitées, les missions interplanétaires vers la Lune, Mars et Vénus ainsi que le développement d'un grand nombre de satellites d'applications. Korolev constatant que ses ingénieurs ne peuvent mener toutes ces tâches de front décide de confier en avril 1965 le programme d'exploration du système solaire au bureau d'étude Lavotchkine qui vient d'être réactivé. Son responsable Gueorgui Babakine et ses ingénieurs vont développer toutes les missions du programme Venera à compter de cette date.

## Les premières découvertes (1967-1972)

### Venera 4: la première étude in situ de l'atmosphère de Vénus (1967)

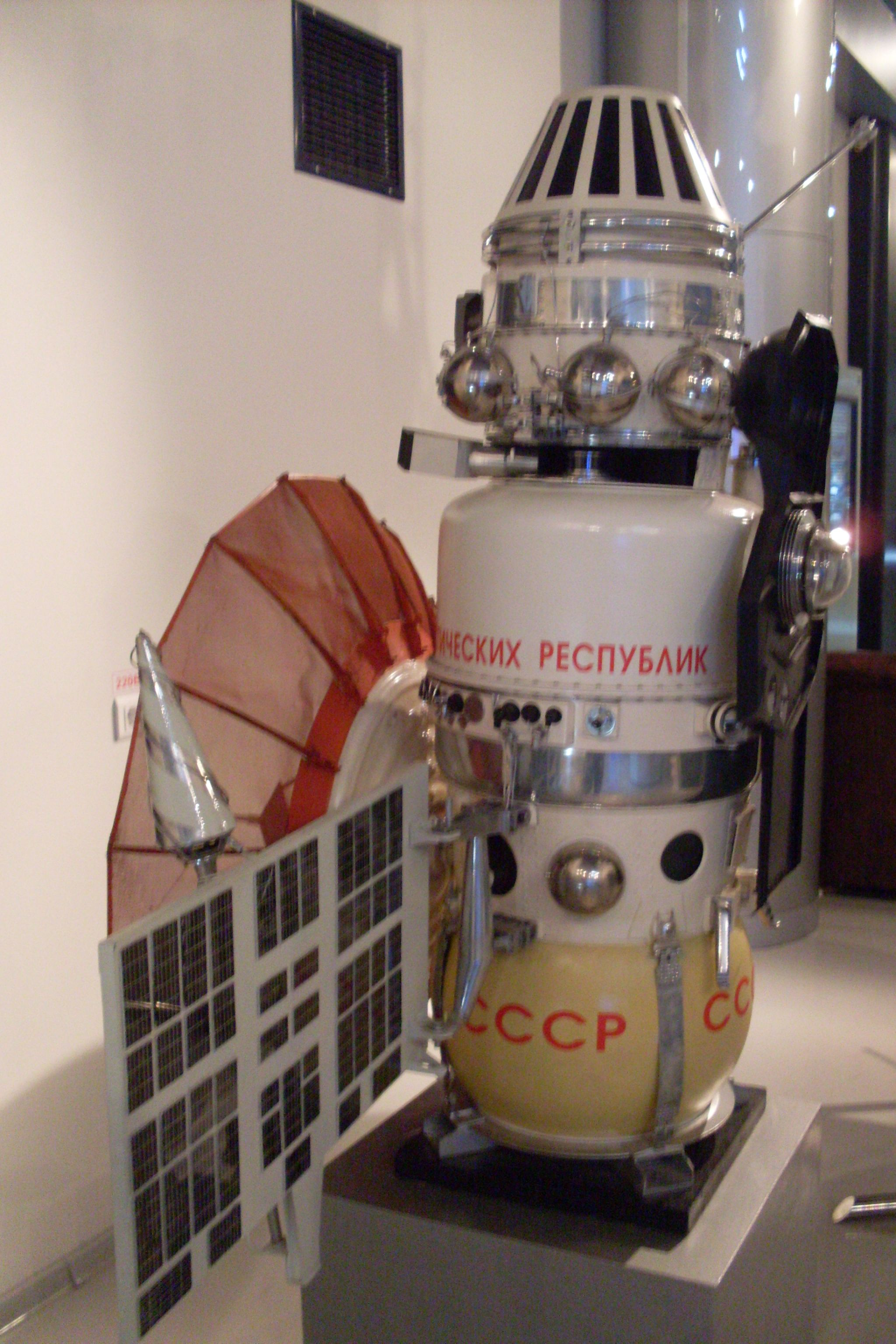
Maquette de Venera 4 au Musée mémorial de l'astronautique.

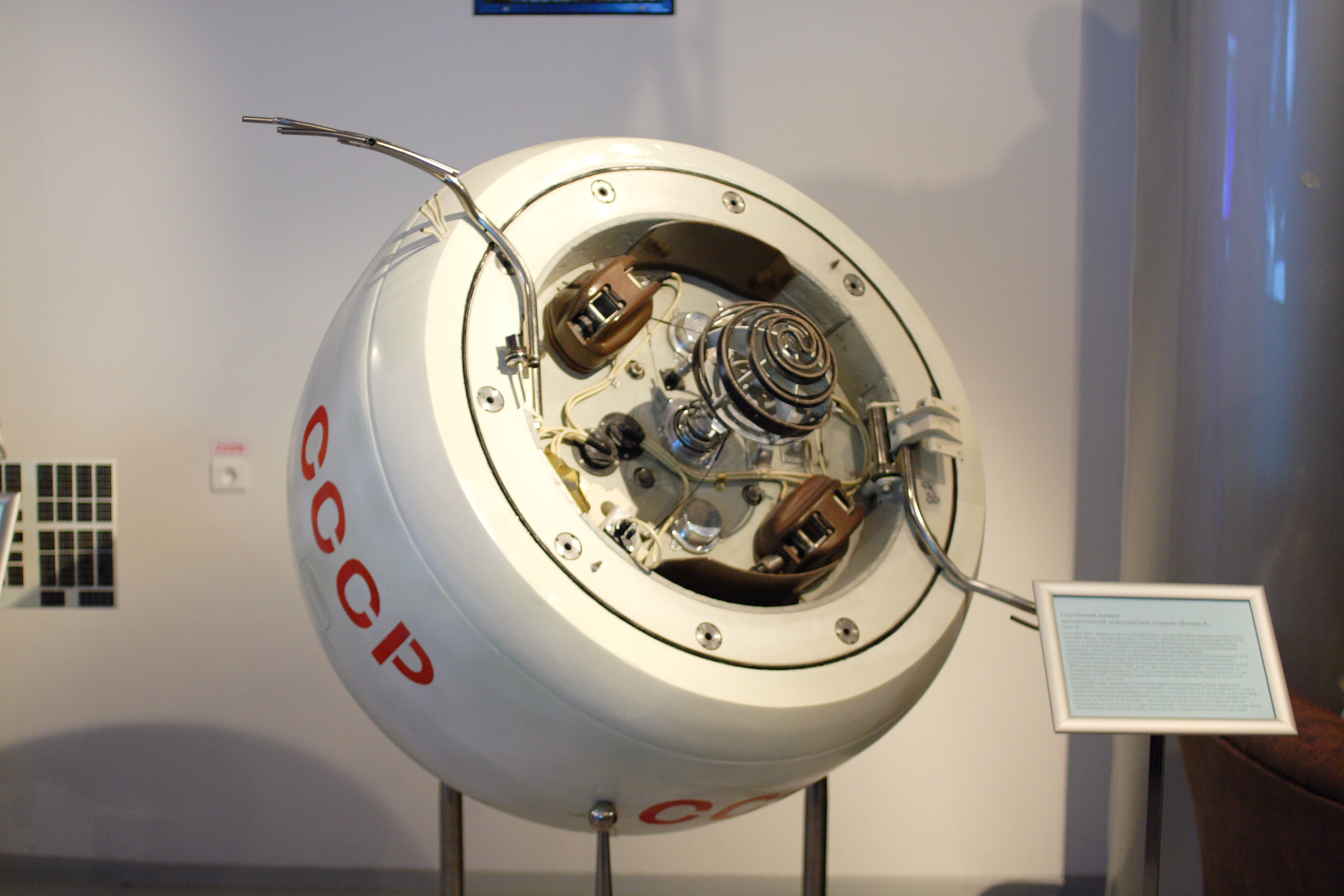
Maquette de l'atterrisseur de Venera 4 au Musée mémorial de l'astronautique.

Après avoir évalué le potentiel du modèle M3V de Korolev, les ingénieurs de Lavotchkine décident de développer une sonde entièrement nouvelle pour les missions vers Mars et Vénus en profitant de la disponibilité du nouveau lanceur Proton, capable de lancer une sonde spatiale d'une masse de 4 à 5 tonnes sur une trajectoire interplanétaire. Le nouveau modèle doit être testé d'abord avec deux missions vers Mars planifiées en 1969. Mais le gouvernement soviétique modifie ces plans en exigeant que deux sondes soient envoyées vers Vénus en profitant de la fenêtre de lancement de 1967. Les ingénieurs disposent de moins de 13 mois et ils décident de faire évoluer le modèle M3V en le rendant plus fiable. Le nouveau modèle baptisé 1V est plus lourd de 200 kg, passant à 1 106 kg. De nouveaux capteurs solaires, viseurs d'étoiles et capteurs de Terre, sont développés. Un gaz remplace l'ammoniac du circuit de contrôle thermique et les radiateurs hémisphériques placés en bout de panneau solaire sont remplacés par des radiateurs placés derrière l'antenne parabolique, qui est agrandie. La capsule qui doit être larguée dans l'atmosphère est modifiée de manière à pouvoir résister à une décélération de 350 g et à une pression en surface de 10 bars (10 fois la pression à la surface de la Terre au niveau de l'océan). Le bureau Lavotchkine effectue des tests particulièrement rigoureux en mettant en œuvre pour la première fois une chambre à vide et une centrifugeuse capable de reproduire les conditions de rentrée dans l'atmosphère. Ces mesures auront un impact notable sur la fiabilité des sondes vénusiennes développées par le bureau Lavotchkine puisque tous les échecs des missions suivantes seront uniquement dus à des défaillances du lanceur.
La structure centrale de la sonde spatiale emporte une charge utile composée d'un magnétomètre triaxial, de quatre détecteurs de rayons cosmiques et d'un spectromètre capable de détecter les atomes d'oxygène et d'hydrogène (raie Lyman-alpha). La sonde spatiale doit plonger dans l'atmosphère de Vénus puis larguer une capsule chargée d'étudier l'atmosphère durant sa descente et, après un atterrissage en douceur sur le sol vénusien, de poursuivre ses investigations. La capsule est une sphère d'un mètre de diamètre et de 383 kg. Elle est recouverte d'un bouclier thermique posé sur un matériau isolant qui doit atténuer les chocs et les vibrations. L'intérieur de la capsule est divisé en deux compartiments. Le premier contient les parachutes, l'antenne de télécommunications et deux antennes pour le radioaltimètre. Un premier parachute de 2,6 m2 est ouvert durant la descente lorsque la pression est montée à 0,6 bar, puis le parachute principal de 55 m2 est déployé. Ces deux parachutes sont réalisés dans un matériau capable de supporter une température de 450 °C. Le deuxième compartiment contient six instruments scientifiques. L'instrument principal, pesant un kilogramme, doit analyser les gaz de l'atmosphère. Il doit déterminer la proportion de dioxyde de carbone, de vapeur d'eau, d'azote et d'oxygène. La capsule emporte également un baromètre, des thermomètres, un densitomètre et un radioaltimètre.
Trois sondes spatiales sont fabriquées pour la fenêtre de lancement de 1967, dont deux doivent être envoyées vers Vénus. La première, baptisée Venera 4, est lancée avec succès le 12 juin 1967 par une fusée Molnia. Le deuxième tir, le 17 juin, est victime d'une défaillance du dernier étage du lanceur et la sonde spatiale se retrouve bloquée en orbite basse terrestre. De son côté, la NASA lance le 14 juin la sonde spatiale Mariner 5 qui a pour mission d'analyser l'atmosphère et la surface de Vénus en effectuant un survol de la planète. Une correction de trajectoire à mi-course est effectuée le 19 juillet pour que Venera 4 pénètre dans l'atmosphère de Vénus dans l'hémisphère nocturne à 1 500 km du terminateur. Le 18 octobre, alors qu'elle est sur le point de plonger dans l'atmosphère de Vénus, la sonde mesure un champ magnétique extrêmement faible de la planète, représentant moins de 0,03 % de celui de la Terre. Une très mince enveloppe composée uniquement d'hydrogène est détectée à compter de 20 000 km d'altitude : cette formation témoigne de la présence passée d'une atmosphère de vapeur d'eau qui s'est progressivement échappée sous l'effet du rayonnement solaire. La capsule blindée se détache de la sonde spatiale alors que celle-ci pénètre dans l'atmosphère à 10,7 km/s, ce qui entraine rapidement sa destruction. La capsule entame sa descente vers le sol en subissant une décélération de 350 g et sa surface extérieure est portée à une température de 1 100 °C. Lorsque sa vitesse est tombée à 300 m/s, le processus de déploiement des parachutes est enclenché. Les instruments scientifiques sont mis en route lorsque la vitesse de descente est tombée à moins de 10 m/s. 94 minutes plus tard, Venera 4 cesse d'émettre car sa coque pressurisée a cédé sous une pression évaluée à 18 bars. Durant sa descente, la capsule a envoyé 70 mesures de pression et 50 mesures de température ont pu être transmises. L'instrument chargé de l'analyse de l'atmosphère indique que celle-ci contient 90 % de dioxyde de carbone, 7 % d'azote et 0,7 % d'oxygène. Par reconstruction du profil de descente de la capsule, les ingénieurs soviétiques déterminent que la collecte des données a débuté alors que la capsule se trouvait à 26 km d'altitude et s'est interrompue lorsqu'elle s'est posée sur le sol. Mais les mesures effectuées le lendemain par Mariner 5 durant son survol de Vénus par le biais de la radio-occultation viennent contredire ces derniers résultats, en aboutissant à une pression au sol de 100 bars. Les scientifiques soviétiques se rallient à ce chiffre et admettent que la capsule de Venera 4 a cessé d'émettre alors qu'elle était à plus de 20 km au-dessus de la surface de Vénus.

### Venera 5 et 6 (1969)

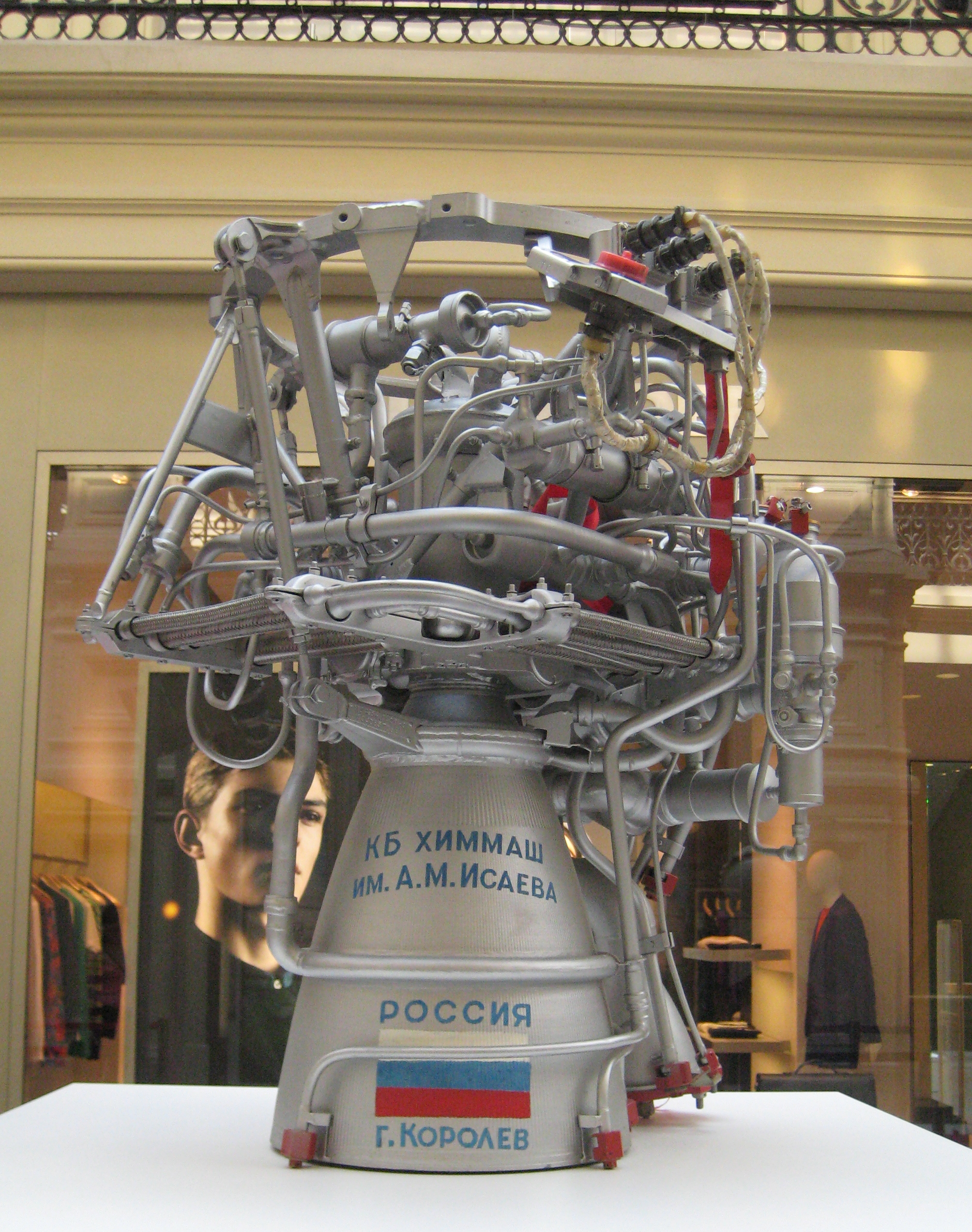
Moteur à propulsion liquide des sondes spatiales Venera.

Les responsables soviétiques, qui veulent capitaliser sur le succès de Venera 4, décident de mettre à profit la fenêtre de lancement de 1969 pour lancer à nouveau vers Vénus deux sondes emportant chacune un atterrisseur. La capsule de Venera 4 n'a pas résisté à la pression beaucoup plus importante que prévu mais les ingénieurs soviétiques n'ont pas le temps de développer une capsule suffisamment rigide pour parvenir intacte jusqu'au sol. Ils doivent se contenter d'aménagements lui permettant de résister à une pression de 25 bars (contre 18 bars pour Venera 4) et de réduire la taille de son parachute de 55 m2 à 18 m2, afin d'accroitre sa vitesse de descente et d'obtenir ainsi des données sur une hauteur plus importante de l'atmosphère. Le nouveau modèle de sonde, baptisé 2V, utilise une plateforme très proche de son prédécesseur. L'ensemble pèse 1 130 kg, dont 405 kg pour la capsule. En ce qui concerne les instruments scientifiques, le système d'analyse des gaz est amélioré pour accroitre sa précision et un photomètre est embarqué pour mesurer la luminosité ambiante dans les nuages. L'agence spatiale française, le CNES, est chargé de fournir des baromètres et thermomètres plus précis. Mais les grèves de mai 1968 ne permettent pas de livrer à temps les instruments français.
La première sonde, Venera 5, est lancée le 5 janvier 1969, puis Venera 6 le 10 janvier, en pleine tempête de neige. Les deux sondes subissent en mars une correction à mi-parcours. Il est prévu que Venera 5 pénètre dans l'atmosphère de l'hémisphère nocturne de Vénus à 2 700 km du terminateur, tandis que Venera 6 doit effectuer sa rentrée atmosphérique le lendemain. Il aurait été intéressant que les deux sondes spatiales pénètrent en même temps dans l'atmosphère vénusienne, notamment pour effectuer des mesures de vitesse et de direction du vent, mais l'Union soviétique ne dispose pas de la seconde antenne parabolique nécessaire pour recueillir les données de la deuxième sonde.
Venera 5 entame son approche finale le 16 mai et libère sa capsule à une altitude de 37 000 km avant d'être détruite en pénétrant dans l'atmosphère à la vitesse de 11,18 km/s. De son côté, la capsule déploie son parachute à 60 km d'altitude alors que sa vitesse est tombée à 210 m/s. Elle est détruite par la pression 53 minutes plus tard et 36 km plus bas, alors que la pression a atteint 27 bars et la température 320 °C.
Venera 6 suit le même parcours le lendemain ; sa capsule est détruite 51 minutes après le début du recueil des données scientifiques. Les instruments des deux sondes ont permis de mesurer la composition de l'atmosphère à quatre niveaux de pression (0,6 bar, 2 bars, 5 bars et 10 bars). La prépondérance du dioxyde de carbone dans la haute atmosphère est confirmée (97 %). Les autres gaz sont essentiellement de l'azote avec des traces d'oxygène. Le photomètre de la capsule de Venera 5 détecte quelques minutes avant sa destruction un phénomène lumineux qui pourrait être interprété comme un éclair.

### Venera 7: premier atterrissage sur le sol vénusien (1970)
Pour la fenêtre de lancement qui s'ouvre en aout 1970, le modèle lourd de sonde spatiale qui doit être lancée par la fusée Proton n'est pas encore prêt. Babakine, le responsable du bureau d'études Lavotchkine, choisit de faire évoluer la capsule existante de manière qu'elle puisse atteindre le sol vénusien. D'un diamètre plus faible que les versions précédentes, cette nouvelle version est constituée de deux demi-sphères en titane dans laquelle le nombre d'ouvertures destinées à l'instrumentation a été réduit pour préserver sa rigidité. La capsule est conçue pour résister à une pression de 180 bars et à une température de 540 °C. Le parachute d'une superficie totale de 2,4 m2 ne doit se déployer complètement que dans la basse atmosphère pour diminuer le temps de descente de la capsule dont l'autonomie est limitée par les capacités de ses batteries. La masse de la structure de la capsule a augmenté fortement et, pour que le lanceur Molnia puisse être utilisé, l'instrumentation scientifique placée dans la capsule ne comprend plus qu'un baromètre et un thermomètre. Un premier lancement a lieu le 17 aout et parvient à placer Venera 7 sur la trajectoire désirée. Le lancement d'une deuxième sonde qui a lieu le 22 aout est une fois de plus victime du dysfonctionnement du dernier étage du lanceur qui ne parvient pas à placer l'engin sur son orbite interplanétaire.
Après deux corrections de trajectoire à mi-course, la sonde spatiale arrive aux abords de Vénus le 15 décembre. La capsule est larguée sur la face nocturne de la planète à 2 000 km du terminateur et entame sa descente. Elle subit une décélération de 350 g et son bouclier thermique est porté à une température de 1 100 °C. Le parachute s'ouvre à une altitude de 60 km alors que la vitesse a été réduite à 200 mètres par seconde. La pression est alors de 0,7 bar. À la suite d'une panne affectant la télémétrie, seule la température est transmise durant la descente. Parvenu à une altitude de 20 km, le parachute commence à fondre et à se déchirer et la vitesse de descente s'accroit. Les émissions radio de la capsule cessent 35 minutes après le début de la rentrée atmosphérique alors qu'elle devait survivre au moins 60 minutes. Les soviétiques affirment d'abord que la sonde s'est tue lorsqu'elle a heurté le sol mais une étude minutieuse des données radio leur permettent de déterminer que la sonde a continué à émettre un signal radio très faible égal à un centième de la puissance normale durant 22 minutes et 58 secondes. Les seules données fournies sont la température qui est constante à 475 °C. Les Soviétiques en concluent que le câble reliant le parachute à la capsule s'est rompu : celle-ci est tombée en chute libre sur les 3 derniers km et a heurté le sol à une vitesse de 16,5 m/s. Elle a alors roulé sur le côté et son antenne s'est trouvée pointée dans une direction autre que celle de la Terre. Sur la base de modèles mathématiques, les Soviétiques déterminent que la pression au sol est de 90 bars avec une incertitude de plus ou moins 15 bars. La décélération subie au moment du contact avec le sol permet d'affirmer que la dureté du sol est comprise entre celle de la lave et de l'argile humide. Venera 7 est la première sonde à survivre à un atterrissage sur une autre planète.

### Venera 8: premières données de la surface (1972)

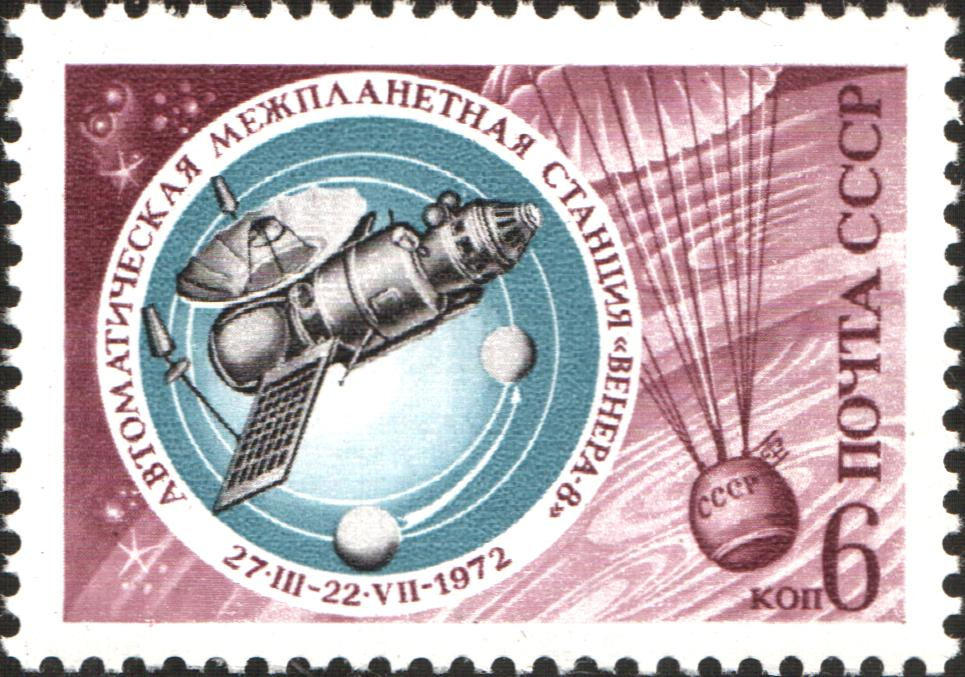
Timbre soviétique édité en 1972 pour célébrer l'exploit de Venera 8.

Pour la fenêtre de lancement de 1972, la sonde spatiale « lourde » est toujours en développement et les soviétiques décident de lancer une version légèrement modifiée de Venera 7, le modèle 3V. Pour pouvoir concevoir les caméras qui seront emportées par les futures sondes vénusiennes, les ingénieurs soviétiques décident d'équiper la capsule d'un photomètre, chargé de mesurer la luminosité durant la descente. Pour pouvoir mettre en œuvre cet instrument, la capsule doit pour la première fois faire son entrée dans l'hémisphère éclairé de la planète. Mais seul un mince croissant de celle-ci est sur la trajectoire venant de la Terre et cette contrainte nécessite une navigation extrêmement précise. Par ailleurs, compte tenu de ce point d'entrée, la Terre sera relativement basse sur l'horizon sur le site d'atterrissage (moins de 30° contre une position zénithale lors des missions précédentes). Il faut développer une antenne capable de compenser ce handicap. Les ingénieurs soviétiques ont une meilleure connaissance de la pression au sol et ils développent une capsule allégée en limitant sa capacité de résistance à 105 bars contre 180 bars pour Venera 7. La masse économisée permet d'équiper la capsule avec un parachute plus résistant et de la doter d'un système de contrôle thermique actif qui comprend un compresseur et un échangeur de chaleur. Une seconde antenne est embarquée : celle-ci doit être éjectée à l'atterrissage tout en restant reliée à la capsule et offre une solution de secours si l'antenne principale n'est pas pointée correctement vers la Terre. La capsule emporte trois instruments supplémentaires : le photomètre pour mesurer la luminosité à partir de l'altitude de 50 km, un instrument capable de détecter l'ammoniac présent dans l'atmosphère et un spectromètre à rayons gamma chargé d'analyser la composition des roches de la surface.
Le lancement de la première des deux sondes de 1972, baptisée Venera 8, a lieu le 27 mars et se déroule de manière nominale. Le deuxième lancement qui a lieu 4 jours plus tard est un échec. Une correction de la trajectoire de Venera 8 a lieu le 6 avril. Quelques jours avant la rentrée atmosphérique, le système de régulation thermique abaisse la température interne à −15 °C. La capsule pénètre dans l’atmosphère de Vénus le 22 juillet à une vitesse de 11,6 km/s. Les mesures scientifiques débutent lorsque la vitesse de la sonde est tombée à 250 m/s entrainant le déploiement du parachute. Les deux analyses de l'ammoniac effectuées durant la descente indiquent des concentrations de 0,1 % à 46 km d'altitude et 0,01 % à 33 km. Mais des astronomes détecteront cette année-là que l'atmosphère de Vénus comporte des nuages d'acide sulfurique qui en réagissant avec les composants des détecteurs d'ammoniac de Venera 8 ont faussé les résultats obtenus. Le photomètre indique que la luminosité diminue fortement entre 65 et 49 km puis plus faiblement entre 49 et 32 km avant de rester constante jusqu'au sol. Ces changements de luminosité sont attribués à des couches de nuages plus ou moins denses. Sur le site d'atterrissage, alors que le Soleil vient tout juste de se lever, seul 1 % de la lumière incidente du Soleil parvient jusqu'à la surface. La composition de l'atmosphère est évaluée à 97 % de dioxyde de carbone, 2 % d'azote, 0,9 % de vapeur d'eau et 0,15 % d'oxygène. Du fait de son angle d'entrée en biais dans l'atmosphère, la vitesse de la capsule a été affectée par la vitesse du vent local dans le sens de sa progression ; l'amplitude du phénomène a pu être mesurée par l'effet Doppler induit. La vitesse du vent est ainsi mesurée à 100 m/s à haute altitude, 50 m/s à 40 km d'altitude et à 1 m/s en dessous de 10 km. La super-rotation en quatre jours de l'atmosphère vénusienne dans le sens rétrograde est confirmée par ces données. La chute de la capsule étant en partie horizontale, le radio-altimètre détecte le survol d'au moins deux reliefs de respectivement 1000 et 2 000 mètres.
La capsule atterrit à la surface de Vénus à une vitesse de 8 m/s après une descente de 55 minutes. Immédiatement après l'atterrissage, la sonde transmet les mesures de température (470 °C) et de pression (93 bars) qui confirment les données fournies par Venera 7. Le spectromètre gamma détecte dans les roches de surface 4 % de potassium, 6,5 ppm de thorium et 2,2 ppm ce qui les range plutôt dans la catégorie des granits que des basaltes. Ces mesures seront contredites par celles effectuées par les atterrisseurs suivants. La capsule transmet des données durant 63 minutes après son arrivée au sol avant de cesser ses émissions.

## La nouvelle génération de sondes lourdes (1975-1981)

### Venera 9 et 10 (1975)

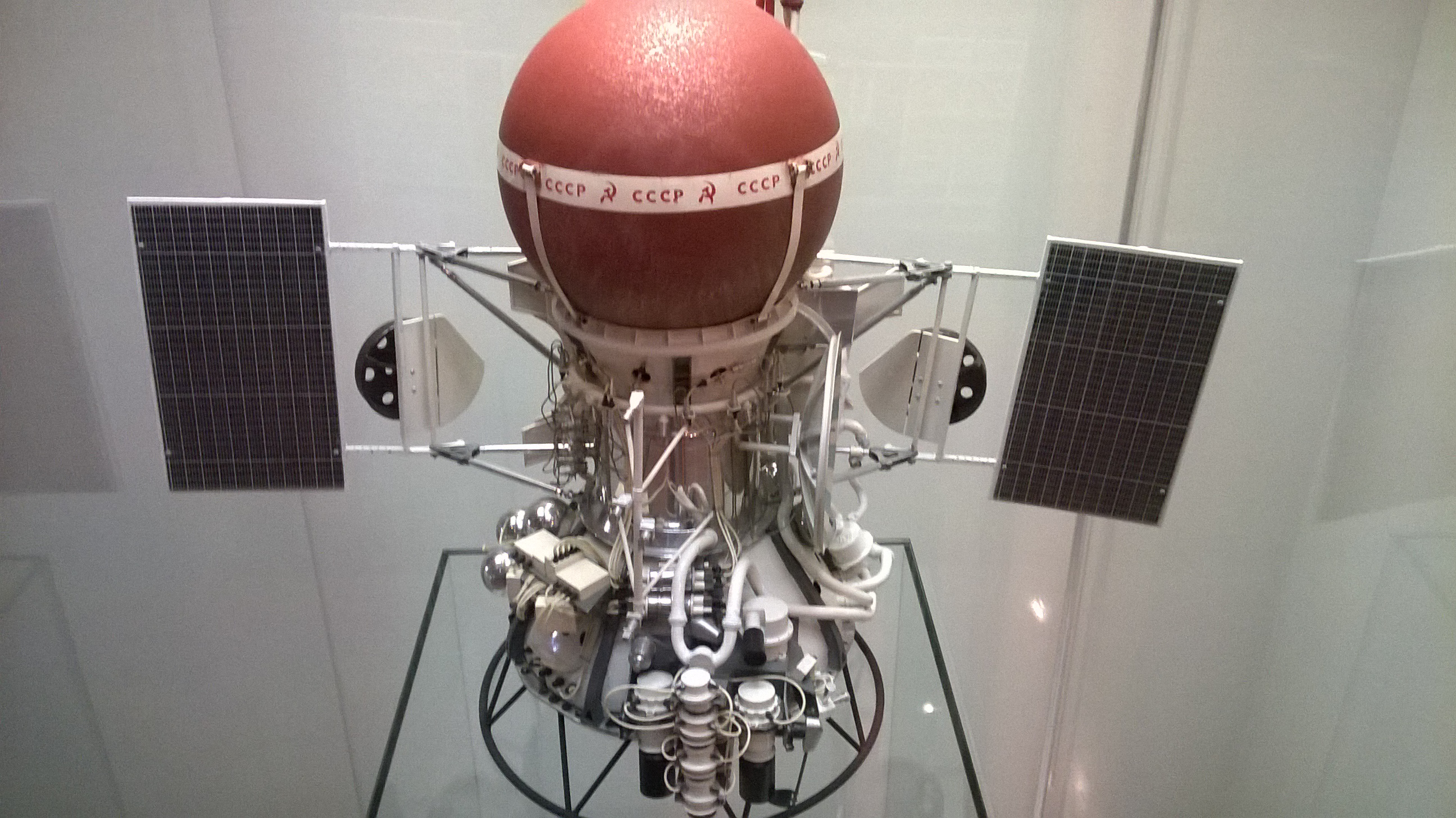
Maquette de Venera 10 au Musée mémorial de l'astronautique.

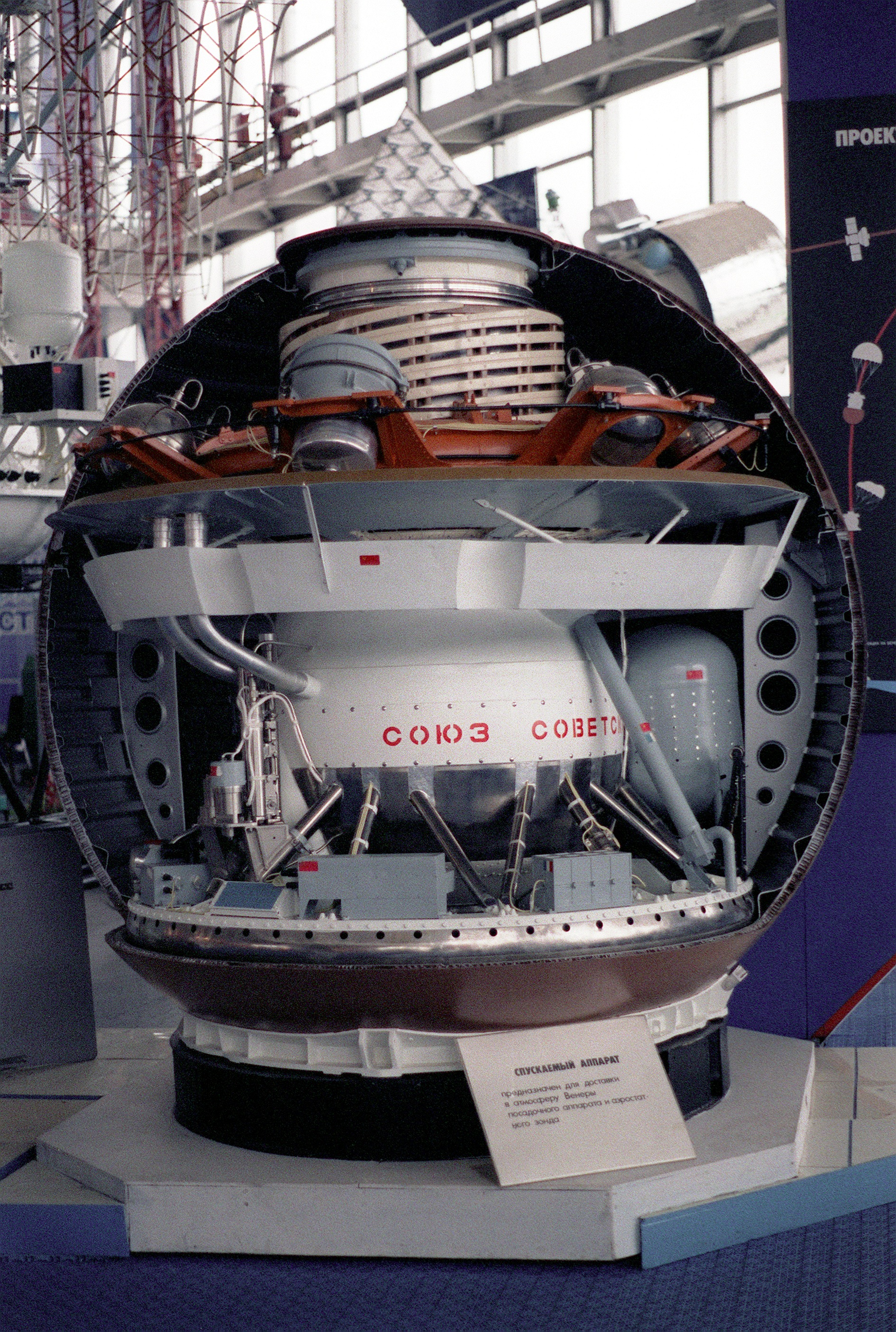
Maquette de l'atterrisseur enfermé dans son bouclier thermique.

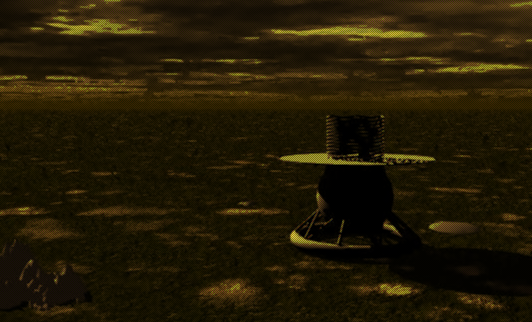
Vue d'artiste de l'atterrisseur Venera 9 posé sur le sol de Vénus.

#### L'orbiteur
Les soviétiques n'envoient aucune sonde spatiale vers Vénus durant la fenêtre de lancement de 1973 mais pour celle de 1975 ils disposent enfin de la sonde spatiale lourde dont le développement avait été entamé lors de la reprise du programme Venera par le bureau Lavotchkine en 1965. Grâce au recours au lanceur Proton, la nouvelle sonde spatiale est cinq fois plus lourde et sa masse atteint 5 tonnes. Ce nouveau modèle, baptisé 4V-1, utilise une plateforme dérivée des modèles de sondes martiennes M-71 et M-73. Un réservoir toroïdal de 2,35 mètres de diamètre entoure le moteur-fusée principal. Celui-ci brûle un mélange hypergolique d'UDMH et de peroxyde d'azote et a une poussée qui peut être modulée entre 9,6 et 18 kN ; l'axe de poussée du moteur est orientable et il peut être rallumé plusieurs fois pour une durée totale de 560 secondes. Il est prolongé par un cylindre court pressurisé de 1,1 mètre de diamètre contenant un deuxième réservoir, l'avionique et des instruments scientifiques. Deux panneaux solaires sont situés de part et d'autre du cylindre et ont chacun une superficie de 1,25 × 2,1 mètres. Les panneaux qui, une fois déployés, donnent une envergure totale de 6,7 mètres à l'engin spatial servent également de support à différents systèmes : les petits moteurs à gaz froid utilisés pour le contrôle d'attitude alimentés par un réservoir d'azote stocké sous une pression de 350 bars, un magnétomètre et les deux antennes hélicoïdales omnidirectionnelles utilisées pour communiquer avec l'atterrisseur. Ce vaisseau-mère, contrairement à ses prédécesseurs détruits en rentrant dans l'atmosphère de Vénus, a la capacité d'utiliser sa propulsion pour se freiner et se placer en orbite. Là, il sert de relais entre la Terre et l'atterrisseur grâce à deux récepteurs VHF autorisant un débit de 256 bit/s. Le système de télécommunications comprend également une antenne parabolique à grand gain et quatre autres antennes hélicoïdales omnidirectionnelles à faible gain,.

#### L'atterrisseur
L'atterrisseur a la forme d'une capsule sphérique de 2,4 mètres de diamètre, fixée à l'extrémité de la plateforme. La partie externe de la sphère est un bouclier thermique creux formé d'une structure en nid d'abeille recouverte d'un matériau ablatif. Cette coque externe a pour seul rôle de protéger l'atterrisseur de la chaleur intense générée durant la première phase de la descente. Une fois la rentrée atmosphérique réalisée, cette coque est larguée dévoilant l'atterrisseur proprement dit. La coque externe de celui-ci est une sphère en titane chargée de résister à la pression. Une antenne cylindrique de 80 cm de diamètre et de 1,4 mètre de haut coiffe la sphère et entoure le compartiment des parachutes. Les ingénieurs soviétiques ont tiré les conclusions de la densité de l'atmosphère vénusienne : l'atterrisseur utilise des parachutes uniquement durant le premier stade de la descente. Pour limiter le temps de la descente et donc l'échauffement progressif de la capsule, il tombe ensuite en chute libre uniquement freiné par un anneau plat de 2,1 mètres de diamètre qui entoure la base de l'antenne : celui-ci stabilise l'atterrisseur et augmente la trainée et donc le freinage atmosphérique tout en servant de réflecteur à l'antenne. L'engin spatial atterrit sur le sol vénusien sur un anneau déformable auquel il est relié par une série d'absorbeurs de choc. La masse totale de la sonde atteint 5 tonnes dont 2,3 tonnes pour la plateforme sans carburant, 1 560 kg pour l'atterrisseur. La partie de l'atterrisseur atteignant le sol vénusien pèse 560 kg,.
La nouvelle génération d'atterrisseur pénètre dans l'atmosphère vénusienne sous un angle relativement faible comparé aux sondes précédentes (environ 20° contre 75°). La décélération est en conséquence plus faible et ne dépasse pas 170 g. 20 secondes plus tard, alors que la vitesse a chuté à 250 m/s, un petit parachute pilote est déployé puis le bouclier thermique qui s'est scindé en deux hémisphères est largué. Onze secondes plus tard alors que l'atterrisseur se trouve à environ 60 km d'altitude et la vitesse est de 50 m/s, les trois parachutes de 4,3 mètres de diamètre sont déployés et les instruments scientifiques sont mis en marche. Durant 20 minutes, l'atterrisseur traverse la couche la plus dense des nuages sous ses parachutes puis parvenus à une altitude de 50 km, ceux-ci sont largués et l'engin spatial tombe en chute libre seulement freiné par le disque plat qui entoure son antenne. Au fur et à mesure que l'air s'épaissit, la trainée se fait plus forte et lorsque l'atterrisseur atteint le sol 50 minutes après le début de sa chute libre, sa vitesse n'est plus que de 7 m/s .

#### L'instrumentation scientifique
Le sous-ensemble de la sonde spatiale qui reste en orbite autour de Vénus, l'orbiteur, emporte un grand nombre d'instruments destinés plus particulièrement à l'atmosphère de Vénus dont des caméras fonctionnant dans l'ultraviolet pour filmer les nuages, un spectromètre infrarouge, un radiomètre infrarouge, un spectromètre imageur fonctionnant dans l'ultraviolet, un photo polarimètre, un magnétomètre triaxial, un radar bistatique expérimental. De son côté, l'atterrisseur met en œuvre durant la descente atmosphérique deux photomètres l'un à large bande l'autre à bande étroite, un néphélomètre, des instruments de mesure de la pression et de la température, des accéléromètres et un spectromètre de masse. Une fois posé, les équipements scientifiques suivants sont utilisés : deux caméras panoramiques associées à des projecteurs chargés de compenser la faiblesse de l'éclairage naturel, un anémomètre, un spectromètre à rayons gamma pour déterminer la proportion de thorium, uranium et potassium présents dans le sol et un densitomètre à rayons gamma.

#### Le déroulement de la mission de Venera 9
Le premier exemplaire de la nouvelle sonde, baptisé Venera 9, est lancé le 8 juin 1975. La sonde jumelle, Venera 10, est lancée le 14 juin 1975. Les deux lancements sont des succès. Au cours du transit de Venera 9 vers Vénus, deux corrections de trajectoire sont effectuées les 16 juin et 15 octobre. Le 20 octobre, deux jours avant l'arrivée, l'atterrisseur est largué et l'orbiteur incline sa trajectoire pour se placer en position d'insertion orbitale avec un changement de vitesse de 247 m/s. Le 22 octobre, Venera 9, arrivé à proximité immédiate de Vénus, utilise sa propulsion principale (delta-V de 963 m/s) pour s'insérer en orbite autour de la planète. L'orbite initiale de 1500 × 111 700 km avec une inclinaison de 34,17° est modifiée peu après en deux temps et l'orbiteur va mener sa mission sur une orbite de 1547 × 112 144 km avec une inclinaison de 34,15°. Venera 9 est la première sonde spatiale à se placer en orbite autour de la planète Vénus. La mission de l'orbiteur de Venera 9 s'achève 3 mois plus tard à la suite d'une panne de l'émetteur radio. Les caméras embarquées à bord de Venera 9 et de Venera 10 fournissent 1 200 km de films (d'images) de l'aspect extérieur de Vénus en utilisant plusieurs filtres pour permettre de distinguer la structure des nuages et dans une faible mesure les formations en surface. L'ensemble des informations collectées par les deux orbiteurs ont permis de réaliser la première étude de l'atmosphère vénusienne sur une longue période en collectant des données de plusieurs natures.
L'atterrisseur de Venera 9 pénètre dans l'atmosphère de Vénus sous un angle de 20,5° à la vitesse de 10,7 km/s. Il touche le sol le 22 octobre à 5 h 03 TC sur la face éclairée de la planète. Venera 9 est posé sur une pente inclinée de 20 à 25° et la surface rocheuse et irrégulière accentue l'inclinaison de l'atterrisseur d'un angle de 10 à 15°. Les expériences scientifiques sont lancées immédiatement et les données sont relayées à l'orbiteur jusqu'à ce que celui-ci ne soit plus visible 53 minutes plus tard. La température interne de l'atterrisseur atteint à ce moment-là 60 °C. Durant la descente de l'atterrisseur dans l'atmosphère vénusienne, les instruments ont mis en évidence que la base de la couche nuageuse débute à une altitude de 49 km et comprend plusieurs couches s'étageant entre 60 et 57 km, entre 57 et 52 km ainsi qu'entre 52 et 49 km. Ces nuages s'apparentent à une brume légère constituée de gouttelettes beaucoup plus petites que celles présentes dans le phénomène météorologique équivalent terrestre. La visibilité au sein de la couche nuageuse est de plusieurs kilomètres. La réfractivité des gouttelettes est compatible avec l'hypothèse d'une composition à base d'acide sulfurique. La lumière, dont la composante bleue est en partie filtrée par les nuages, prend une teinte orangée dans les couches inférieures de l'atmosphère. Les aérosols subsistent avec une densité faible de 49 à 25 km d'altitude ; au-dessous, l'air redevient complètement limpide. Les instruments chargés d'analyser la composition chimique durant la descente sont victimes de défaillance ou ne fournissent pas de données fiables, un problème qui sera fréquent dans les premières sondes de cette nouvelle série. La température mesurée au sol est de 455 °C tandis que la pression est de 85 bars avec un vent léger de 0,4 à 0,7 m/s. Une seule des deux caméras parvient à prendre une photo car l'obturateur de l'autre caméra n'est pas éjecté. L'image en noir et blanc prise par Venera montre un sol plat parsemé de rochers angulaires de formation manifestement récente et peu érodés. Le site d'atterrissage est baigné par une lumière dont l'intensité peut être comparée à celle d'un jour d'été nuageux aux latitudes moyennes sur Terre. La proportion dans le sol de thorium, uranium et potassium mesurée par Venera 9 s'apparente à celle des basaltes terrestres.

#### Le déroulement de la mission de Venera 10
Venera 10 suit le même scénario que Venera 9. Les corrections de trajectoire durant le trajet Terre-Vénus ont lieu les 21 juin et 18 octobre. L'atterrisseur est largué le 23 octobre et l'orbiteur après une première poussée de 242 m/s s'insère en orbite le 25 octobre après avoir freiné de 976,5 m/s. L'orbite finale est de 1 651 × 114 000 km avec une inclinaison de 29,5°. L'orbiteur commence une mission scientifique qui s'achève trois mois plus tard à la suite de la même panne de radio que son vaisseau jumeau.
L'atterrisseur de Venera 10 pénètre dans l'atmosphère vénusienne en suivant une trajectoire aux caractéristiques très proches de celles de Venera 9. Comme dans le cas de Venera 9, la vitesse verticale au moment de l'atterrissage est de l'ordre de 8 m/s. La température mesurée au sol est de 464 °C tandis que la pression est de 91 bars avec un vent léger de 0,8 à 1,3 m/s. Comme pour son prédécesseur, une seule des deux caméras parvient à prendre une photo en noir et blanc du site d'atterrissage. Le paysage que dévoile cette photo est plus doux avec des roches érodées entre lesquelles s'intercalent de la lave ou d'autres roches érodées. Les deux sondes ont apparemment atterri sur les boucliers de volcans jeunes avec une lave dont la composition semble proche des basaltes tholéitiques similaires à ceux produits par les dorsales océaniques.

### Venera 11 et 12 (1978)
Les sondes spatiales Venera 11 et 12 sont une version légèrement améliorée de la génération précédente des sondes vénusiennes soviétiques : les Venera 9 et 10 lancées en 1975. La fenêtre de lancement de 1978 étant moins favorable, le vaisseau mère (porteur de l'atterrisseur) ne s'insère pas en orbite, contrairement à ses prédécesseurs, mais effectue un simple survol de Vénus en relayant les données fournies par l'atterrisseur. La trajectoire qui en découle présente toutefois l'avantage de permettre au vaisseau mère, qui a la charge de retransmettre les données de l'atterrisseur, de rester plus longtemps en vue du site d'atterrissage et donc de prolonger la phase utile du séjour en surface. Le vaisseau mère des deux sondes emporte notamment deux détecteurs de sursaut gamma : Konus développé par les soviétiques et SIGNE 2 développé par les chercheurs français. SIGNE 2 est également installé à bord du satellite Prognoz 7 ce qui permet de localiser les sources des sursauts gamma par triangulation. L'atterrisseur emporte de nouveaux instruments scientifiques : pour l'étude de l'atmosphère un chromatographe en phase gazeuse et un spectromètre à fluorescence X, pour l'étude de la surface la caméra couleur remplace la caméra noir et blanc, un spectromètre à fluorescence X remplace le spectromètre à rayons gamma et un système de prélèvement sophistiqué est chargé de fournir un échantillon au spectromètre. Le débit du système de radio utilisé au sol permet de transmettre 3 kilobits par seconde (une amélioration d'un facteur 10 par rapport à Venera 9). Le nombre de parachutes utilisés durant la descente passe de 5 à 2 et les projecteurs utilisés pour illuminer la surface sont éliminés car à l'expérience, estimés superflus. Enfin, le système d'éjection des obturateurs des objectifs des caméras, dont la défaillance avait interdit toute prise de photo de la surface durant les missions Venera 9 et 10, est modifié.
Venera 11 est lancée le 9 septembre 1978 et son atterrisseur entame sa descente vers le sol vénusien le 25 décembre et atterrit sur la partie éclairée de Vénus à une vitesse estimée à 7 à 8 m/s. L'atterrisseur interrompt la transmission de données au bout de 95 minutes alors que le vaisseau-mère était encore en vue. Durant la descente, le chromatographe analyse neuf échantillons de l'atmosphère entre 49 km d'altitude et la surface en détectant 2,5 % d'azote, 25  à   100 ppm de vapeur d'eau, 40  à   100 ppm d'argon, 130 ppm dioxyde de soufre, 28 ppm de monoxyde de carbone et moins de 20 ppm d'oxygène moléculaire. À l'arrivée au sol, l'atterrisseur mesure une température de 458 °C et une pression de 91 bars. Mais tous les autres instruments sont victimes de défaillance qui sont mis sur le compte d'une arrivée au sol trop brutale. Venera 12 est lancée le 14 septembre et son atterrisseur entame sa descente vers le sol de Vénus le 17 décembre. Après son arrivée à la surface, il transmet des données jusqu'à ce que son vaisseau-mère passe sous l'horizon et ne puisse plus assurer la retransmission soit durant 110 minutes. Les instruments d'analyse de l'atmosphère fonctionnent normalement mais ceux mis en œuvre au sol sont victimes des mêmes défaillances que ceux de Venera 11. De leur côté, les instruments d'observation des sursauts gamma utilisés par les deux sondes avant et après le survol de Vénus permettent d'identifier 143 sources dont l'origine peut être localisées dans le ciel permettant la constitution d'un premier catalogue recensant ces évènements.

### Venera 13 et 14 (1981)
Venera 11 et 12 n'ont pas complètement atteint leurs objectifs du fait de la défaillance des instruments utilisés à la surface de Vénus. Les ingénieurs soviétiques s'emploient à développer des équipements plus résistants à la chaleur. La mise au point de la nouvelle version de l'atterrisseur est achevée lorsque la fenêtre de lancement de 1981 s'ouvre. Les objectifs principaux assignés aux sondes lancées cette année-là sont la prise d'images en couleurs du sol de Vénus et l'analyse d'un échantillon de la surface. Les vaisseaux porteurs ne doivent effectuer qu'un survol de la planète et l'instrumentation scientifique qu'ils emportent est réduite au profit de l'atterrisseur. L'anneau qui tient lieu de train d'atterrissage à celui-ci est dentelé dans cette version pour diminuer les oscillations et les mouvements de rotation durant la descente et permettre une arrivée au sol moins brutale qu'en 1978. La masse totale de la sonde spatiale au lancement est de 4,363 tonnes dont 760 kg pour la partie de l'atterrisseur qui arrive au sol. Deux sondes jumelles de ce nouveau modèle sont lancées avec succès en 1981 : Venera 13 le 30 octobre et Venera 14 le 4 novembre. Les deux atterrisseurs parviennent sur le sol de Vénus et les instruments utilisés durant la descente comme en surface fonctionnent de manière nominale en retournant de nombreuses données sur l'atmosphère et la surface de la planète. Venera 13 fournit la première photo en couleurs de la surface de Vénus.

## Les missions de cartographie radar de 1983
Les principaux objectifs fixés aux atterrisseurs du programme Venera ayant été atteints, la mission suivante a pour objectif de cartographier Vénus. Une nouvelle version de la sonde vénusienne lourde est développée : l'atterrisseur est remplacé par un radar bistatique, qui est associé à une antenne de grande taille capable de percer la couche nuageuse. La NASA avait un projet de mission similaire, la sonde VOIR (Venus Orbiting Imaging Radar), qui a été annulé en 1981. Les ingénieurs soviétiques qui ont l'habitude de développer des satellites radars lourds (satellites RORSAT) ont quelques difficultés à alléger cet équipement pour satisfaire aux contraintes de masse d'une mission vénusienne. Le stockage et le retraitement des données constitue également un obstacle technique qui n'est franchi qu'en 1983 alors que le projet est en gestation chez Lavotchkine depuis 1976. La plateforme utilisée dans les missions précédentes est largement modifiée pour les besoins de la mission. Elle est rallongée pour permettre d'y inclure les 1 300 kg de carburant nécessaires pour la mise en orbite de cette sonde particulièrement lourde, la quantité d'azote emporté est portée de 36 à 114 kg pour permettre les nombreuses manœuvres orbitales prévues par la mission. La grande quantité de données collectées par le radar nécessite de porter le diamètre de l'antenne parabolique grand gain de 1 à 2,6 mètres ce qui permet un débit de 108 kilobits par seconde. Le radar à synthèse d'ouverture Polyus utilise une antenne parabolique de 1,6 × 6 mètres. L'ensemble pèse 300 kg. Une deuxième antenne parabolique de 1 mètre de diamètre est utilisée par le radioaltimètre Oméga. Lors de leur mise en œuvre, l'antenne du radio altimètre est alignée sur la verticale locale tandis que l'axe de l'antenne du radar fait un angle de 10° avec celle-ci. La charge utile de l'orbiteur comporte également un spectromètre infrarouge, un magnétomètre et des détecteurs de rayons cosmiques et de plasma solaire.
Les deux sondes Venera 15 et Venera 16 sont lancées respectivement le 2 juin 1983 et le 7 juin 1983 et, parvenues à proximité de Vénus en octobre 1983, freinent pour se placer sur une orbite polaire (inclinaison de 87,5°) fortement elliptique de 1 000 × 65 000 km qui est parcourue en 24 heures. Le périgée est situé au niveau du 62° de latitude nord. Le plan orbital des deux sondes est décalé de 4° de manière que, si une zone n'a pu être cartographiée par l'une des deux sondes, l'autre puisse effectuer le travail. La période de 24 heures a été retenue pour que l'envoi des données avec la période se fasse lorsque les antennes soviétiques peuvent les recevoir. À chaque passe, la phase de cartographie, qui porte sur un arc de 70°, débute alors que la sonde se trouve au niveau de la latitude 80° N et se poursuit après le passage au-dessus du pôle Nord jusqu'à la latitude 30° N. La planète tourne de 1,48° à chaque révolution et il faut 8 mois pour que la sonde ait entièrement cartographié le territoire situé entre la latitude 30°N et le pôle Nord (soit 25 % de la surface de Vénus) avec une résolution comprise entre 1 et 2 km. Les deux sondes soviétiques commencent leur travail les 17 et 22 octobre 1983 et épuisent l'ergol nécessaire au contrôle d'attitude respectivement en mars et fin mai 1985. Les sondes soviétiques ont permis d'établir la première carte détaillée d'une partie de Vénus. La mission a mis en évidence des nouvelles formations typiquement vénusiennes comme les coronae d'origine volcanique ou les tesséras résultant sans doute de la compression de terrains anciens. Ces résultats seront complétés en 1989 par les données produites par la mission radar Magellan de la NASA.

## Les missions avec ballon du programme Vega (1984)
Pour un article plus général, voir Programme Vega.
Les deux sondes du programme Vega de 1986 constituent les dernières missions spatiales soviétiques dédiées à l'exploration de Vénus et restent en 2012 le dernier succès russe dans le domaine de l'étude du système solaire. Ce programme a un double objectif : réaliser un survol de la comète de Halley qui effectue cette année-là un retour très attendu à proximité du Soleil et larguer un atterrisseur à la surface de Vénus. Ce dernier est identique à ceux des missions précédentes mais il est accompagné d'un petit ballon-sonde de 25 kg qui a la capacité de transmettre les données de ses instruments durant 48 heures. Deux sondes sont lancées le 15 décembre et le 21 décembre 1984. La partie vénusienne de la mission se déroule conformément à la séquence prévue. La première sonde spatiale, Vega 1, pénètre dans l'atmosphère vénusienne le 11 juin 1985. Le largage du bouclier thermique s'accompagne de celui du ballon-sonde à une altitude de 62 km. Ce dernier déploie d'abord un parachute pour réduire sa vitesse de 50 à 5 m/s puis, à l'altitude de 55 km, le ballon de 3,5 mètres de diamètre est gonflé avec de l'hélium et le parachute est largué. Cette séquence de déploiement est conçue pour positionner le ballon-sonde à une altitude de 54 km qui est caractérisée par des conditions clémentes : une température de 32 °C et une pression de 0,5 atmosphère. Le ballon-sonde libéré de son système de déploiement a une masse de 20,1 kg dont 11,7 kg pour le ballon et 7 kg pour la nacelle équipée. Cette dernière contient un petit émetteur radio qui transmet les données scientifiques recueillies directement vers la Terre avec un débit compris entre 1 et 4 kilobits par seconde, 16 batteries au lithium fournissant 300 watts-heures et un ensemble d'instruments scientifiques : un photomètre pour mesurer la luminosité ambiante, un néphélomètre pour estimer la taille et la densité des aérosols, un baromètre et un anémomètre. Les émissions radio sont également utilisées pour estimer la vitesse de déplacement du ballon par mesure de l'effet Doppler. Le déploiement du ballon-sonde de Vega 1 se déroule parfaitement et celui-ci va fournir des données durant 46,5 heures jusqu'à l'épuisement de ses batteries en se déplaçant d'environ 10 000 km tout en restant à la même altitude et sur la même latitude (8° Nord). Des vents de 240 km/h sont enregistrés et le ballon plonge parfois de manière temporaire de plusieurs km sous l'effet de courants descendants. L'atterrisseur effectue des mesures qui permettent d'affiner la composition de l'atmosphère de Vénus malgré la défaillance d'un des instruments. Les instruments utilisés sur le sol de Vénus sont par contre tous victimes de dysfonctionnements divers. La mission de l'atterrisseur Vega 2 suit le même scénario.

## Liste des missions Venera

### Les types de sondes Venera
| Modèle      | Type                                | Premier lancement | Dernier lancement | Missions réussies / total | Lanceur  | Masse                   | Charge utile                            |
| ----------- | ----------------------------------- | ----------------- | ----------------- | ------------------------- | -------- | ----------------------- | --------------------------------------- |
| 1VA         | Survol                              | 4/2/1961          | 12/2/1961         | 0/2                       | Molnia   | 643,5 kg                | 5 instruments scientifiques             |
| 2MV-1       | Survol + sonde atmosphérique        | 25/8/1962         | 1/9/1962          | 0/2                       | Molnia   | 1 097 kg                | 11 instruments scientifiques            |
| 2MV-2       | Survol                              | 12/9/1962         | 12/9/1962         | 0/1                       | Molnia   | 890 kg                  | 10 instruments scientifiques            |
| 3MV-1 et 1A | Survol                              | 19/2/1964         | 2/4/1964          | 0/3                       | Molnia   | 800 kg (1A) et 948 kg   | 10 instruments scientifiques            |
| 3MV-4       | Survol                              | 12/11/1965        | 23/11/1965        | 0/2                       | Molnia-M | 963 kg                  | 11 instruments scientifiques            |
| 3MV-3       | Sonde atmosphérique et atterrisseur | 16/11/1965        | 16/11/1965        | 0/1                       | Molnia-M | 958 kg                  | 10 instruments scientifiques            |
| 1V          | Sonde atmosphérique et atterrisseur | 12/6/1967         | 17/06/1967        | 1/2                       | Molnia-M | 1 106 kg                | 8 instruments scientifiques             |
| 2V          | Sonde atmosphérique et atterrisseur | 5/1/1969          | 10/1/1969         | 2/2                       | Molnia-M | 1 130 kg                | 8 instruments scientifiques             |
| 3V          | Sonde atmosphérique et atterrisseur | 17/8/1970         | 31/3/1972         | 2/4                       | Molnia-M | 1 180 kg et 1184 (1972) | 5 ou 9 (1972) instruments scientifiques |
| 4V-1 et 1M  | Orbiteur et atterrisseur            | 22/10/1975        | 4/11/1981         | 6/6                       | Proton-K | 4 363 à 5 033 kg        | 16 à 21 instruments scientifiques       |
| 4V-2        | Orbiteur                            | 2/6/1983          | 7/6/1983          | 2/2                       | Proton-K | 5 250 à 5 300 kg        | 7 instruments dont radar                |
| 5VK (Vega)  | Survol et ballon                    | 15/12/1984        | 21/12/1984        | 2/2                       | Proton-K | 4 924 à 4 926 kg        | 24 instruments                          |

### Historique des missions
| Mission            | Type de mission          | Date de lancement  | Modèle de sonde | Durée de fonctionnement (atterrisseur) | Résultats |
| ------------------ | ------------------------ | ------------------ | --------------- | -------------------------------------- | --- |
| 1VA (proto-Venera) | Survol                   | 4 février 1961     | 1VA             | -                                      | Échec de la mise en orbite. |
| Venera 1           | Survol                   | 12 février 1961    | 1VA             | -                                      | Interruption des communications durant le transit vers Vénus. |
| Spoutnik 19        | Sonde atmosphérique      | 25 aout 1962       | 2MV-1           | -                                      | Échec du dernier étage du lanceur. |
| Spoutnik 20 (en)   | Sonde atmosphérique      | 1er septembre 1962 | 2MV-1           | -                                      | Échec du dernier étage du lanceur. |
| Spoutnik 21 (en)   | Survol                   | 12 septembre 1962  | 2MV-2           | -                                      | Explosion du dernier étage du lanceur. |
| Venera 1964A (en)  | Survol                   | 19 février 1964    | 3MV-1           | -                                      | La sonde n'est pas parvenue à se placer en orbite terrestre. |
| Cosmos 27 (en)     | Survol                   | 27 mars 1964       | 3MV-1           | -                                      | Échec du dernier étage du lanceur. |
| Venera 2           | Survol                   | 12 novembre 1965   | 3MV-4           | -                                      | Communications perdues juste avant l'arrivée à proximité de Vénus. |
| Venera 3           | Sonde atmosphérique      | 16 novembre 1965   | 3MV-3           | -                                      | Communications perdues juste avant la rentrée atmosphérique. Premier objet artificiel à se poser sur une autre planète.                                                                                       |
| Cosmos 96          | Survol                   | 23 novembre 1965   | 3MV-4           | -                                      | Échec de la mise en orbite terrestre. |
| Venera 1965A (en)  | Sonde atmosphérique      | 26 novembre 1965   | 3MV-3           | -                                      | Lancement abandonné à la suite de la fermeture de la fenetre de lancement |
| Venera 4           | Sonde atmosphérique      | 12 juin 1967       | 1V              | -                                      | Arrivée le 18 octobre 1967 ; première sonde spatiale à effectuer une rentrée atmosphérique sur une autre planète et renvoyer des données.                                                                     |
| Cosmos 167 (en)    | Sonde atmosphérique      | 17 juin 1967       | 1V              | -                                      | |
| Venera 5           | Sonde atmosphérique      | 5 janvier 1969     | 2V              | 53*                                    | Arrivée le 16 mai 1969 et renvoie des données sur l'atmosphère avant d'être écrasée par la pression atmosphérique à 26 km d'altitude.                                                                         |
| Venera 6           | Sonde atmosphérique      | 10 janvier 1969    | 2V              | 51*                                    | Arrivée le 17 mai 1969 et renvoie des données sur l'atmosphère avant d'être écrasée par la pression atmosphérique à 11 km d'altitude.                                                                         |
| Venera 7           | Atterrisseur             | 17 aout 1970       | 3V              | 23                                     | Arrivée le 15 décembre 1970. Premier atterrissage réussi sur le sol d'une autre planète. Renvoie des données depuis le sol durant 23 minutes.                                                                 |
| Cosmos 359         | Atterrisseur             | 22 aout 1970       | 3V              | -                                      | Échec du dernier étage du lanceur; en orbite elliptique autour de la Terre. |
| Venera 8           | Atterrisseur             | 27 mars 1972       | 3V              | 50                                     | Arrivée le 22 juillet 1972. Atterrissage réussi ; survit durant 50 minutes. |
| Cosmos 482         | Sonde spatiale           | 31 mars 1972       | 3V              | -                                      | Explosion du dernier étage du lanceur durant l'injection sur l'orbite de transfert vers Vénus. |
| Venera 9           | Orbiteur et atterrisseur | 8 juin 1975        | 4V              | 53                                     | Arrivée le 22 octobre 1975. L'atterrisseur survit 53 minutes à l'atterrissage et parvient à transmettre une photo en noir et blanc.                                                                           |
| Venera 10          | Orbiteur et atterrisseur | 14 juin 1975       | 4V              | 65                                     | Arrivée le 25 octobre 1975. L'atterrisseur survit à l'atterrissage durant 65 minutes. |
| Venera 11          | Survol et atterrisseur   | 9 septembre 1978   | 4V-1            | 95                                     | Arrivée le 25 décembre 1978. L'atterrisseur survit à l'atterrissage durant 95 minutes mais la caméra ne fonctionne pas.                                                                                       |
| Venera 12          | Survol et atterrisseur   | 14 septembre 1978  | 4V-1            | 110                                    | Arrivée le 21 décembre 1978. L'atterrisseur survit à l'atterrissage durant 110 minutes. |
| Venera 13          | Survol et atterrisseur   | 30 octobre 1981    | 4V-1M           | 127                                    | Arrivée le 1er mars 1982. L'atterrisseur survit à l'atterrissage, parvient à transmettre une photo en couleurs et identifie sur le sol de Vénus une roche basaltique, la leucite, à l'aide d'un spectromètre. |
| Venera 14          | Survol et atterrisseur   | 14 novembre 1981   | 4V-1M           | 57                                     | Arrivée le 5 mars 1982. L'atterrisseur survit à l'atterrissage et identifie sur le sol de Vénus de la tholéiite.                                                                                              |
| Venera 15          | Orbiteur                 | 2 juin 1983        | 4V-2            | -                                      | Arrivée le 10 octobre 1983 et cartographie la planète avec une résolution de 1 à 2 km. |
| Venera 16          | Orbiteur                 | 7 juin 1983        | 4V-2            | -                                      | Arrivée le 14 octobre 1983 et cartographie la planète avec une résolution de 1 à 2 km. |
| Vega 1             | Ballons et survol        | juin 1985          | 5VK             | -                                      | Succès. |
| Vega 2             | Ballons et survol        | juin 1985          | 5VK             | -                                      | Succès. |

### Sources
- (en) Wesley T. Huntress et Mikhail Ya. Marov, Soviet robots in the Solar System : missions technologies and discoveries, New York, Springer Praxis, 2011, 453 p. (ISBN 978-1-4419-7898-1, lire en ligne)
- (en) Brian Harvey et Olga Zakutnayaya, Russian space probes : scientific discoveries and future missions, Springer Praxis, 2011 (ISBN 978-1-4419-8149-3)
- (en) Brian Harvey, Russian Planetary Exploration : History, Development, Legacy and Prospects, Berlin, Springer Praxis, 2007, 351 p. (ISBN 978-0-387-46343-8, lire en ligne)Historique des missions interplanétaires russes des débuts jusqu'en 2006
- (en) Paolo Ulivi et David M. Harland, Robotic Exploration of the Solar System Part 1 The Golden Age 1957-1982, Chichester, Springer Praxis, 2007, 534 p. (ISBN 978-0-387-49326-8)Description détaillée  des missions (contexte, objectifs, description technique, déroulement, résultats) des sondes spatiales lancées entre 1957 et 1982.
- (en) Paolo Ulivi et David M  Harland, Robotic Exploration of the Solar System Part 2 Hiatus and Renewal 1983-1996, Chichester, Springer Praxis, 2009, 535 p. (ISBN 978-0-387-78904-0)Description détaillée  des missions (contexte, objectifs, description technique, déroulement, résultats) des sondes spatiales lancées entre 1983 et 1996.
- (en) Boris Chertok, Rockets and people, vol. 2 : creating a rocket industry, NASA History series, 2006 (ISBN 978-1-288-54781-4, OCLC 829378424)
- (en) Boris Chertok, Rockets and people, vol. 3 : Hot days of the cold war, NASA, coll. « NASA History series », 2006, 832 p. (ISBN 978-0-16-081733-5, OCLC 656365714)
- (en) Andrew J. Ball, James R.C. Garry, Ralph D. Lorenz et Viktor V. Kerzhanovichl, Planetary Landers and entry Probes, Cambridge University Press, 2007 (ISBN 978-0-521-12958-9)
- (en) Asif A. Siddiqi, The soviet space race with Apollo, University Press of Florida, 1996, 489 p. (ISBN 978-0-8130-2628-2)